# Шериф Уорлока
«Шериф Уорлока»  (англ. Warlock) — американский художественный фильм в жанре вестерна 1959 года, снятый режиссёром Эдвардом Дмитрыком на студии 20th Century Fox.
Премьера фильма состоялась 15 апреля 1959 года. Экранизация романа Окли Холла «Чернокнижник»

## Сюжет
Действие фильма происходит на Диком западе. Небольшой городок Варлок постоянно терроризирует банда налётчиков, которые хозяйничают здесь. Ни один шериф не смог продержаться на должности и недели, одни — убиты, другие — бежали. Чтобы защитить себя владелец местного салуна Морган нанимает профессионального убийцу Клея Блейзеделла, который должен навести порядок в его заведении. Хладнокровный опытный стрелок, одетый как истинный джентльмен, Блейзеделл, сразу понравился горожанам. Его быстрый кольт проучил много негодяев и вычистил от преступников не один городок на Диком западе. Но Блейзеделл охраняет только заведение Моргана, и тогда горожане решают, что в городе должен быть официальный представитель власти — шериф. Так, известный ранее бандит становится шерифом Варлока, чтобы положить конец бесчинствам банды, но встречает  сопротивление со стороны бывшего члена банды, ставшего заместителем шерифа, который хочет следовать только законным методам.
Джонни Гэнонн — член банды, решает порвать с преступным миром.

## В ролях
- Ричард Уидмарк — Джонни Гэннон
- Генри Фонда — Клей Блейзеделл
- Энтони Куинн — Том Морган
- Дороти Мэлоун — Лили Доллар
- Долорес Майклс— Джесси Марлоу
- Уоллес Форд — судья Холлоуэй
- Том Дрейк — Эйб Маккуон
- Ричард Арлен — Бекон
- ДеФорест Келли — Керли Бёрн
- Реджис Туми — Скиннер
- Вон Тейлор — Генри Ричардсон
- Дон Беддоу — доктор Вагнер
- Уит Бисселл — Петрикс
- Бартлетт Робинсон — Бак Славин
- Фрэнк Горшин — Билли Гэннон (в титрах не указан)
- Дон «Рыжий» Барри — Кэлхун
- Уолтер Кой — заместитель Томсона
- Джун Блэр — девушка из танцевального зала
- Л. К. Джонс — Фен Джиггс (в титрах не указан)
- Гари Локвуд — член банды ( в титрах не указан )
- Уолли Кампо —  Барбер ( в титрах не указан )

- Фильм номинант на премию «Золотые лавры» 1960 годаю